# Tocro frontnegre
El tocro frontnegre (Odontophorus atrifrons) és una espècie d'ocell de la família dels odontofòrids (Odontophoridae) que habita la selva humida de les muntanyes del nord de Colòmbia i el nord de Veneçuela.